# 塞康第-塔科拉迪運動場
塞康第-塔科拉迪運動場（英語：Sekondi-Takoradi Stadium）是一座位於加納塞康第-塔科拉迪的多用途運動場，目前主要用作足球比賽，並是塞康第哈萨卡斯足球俱乐部的主場，能容納20,000名觀眾。
運動場在2008年啟用後即舉行了2008年非洲国家杯的部分賽事。

## 圖集

運動場外觀
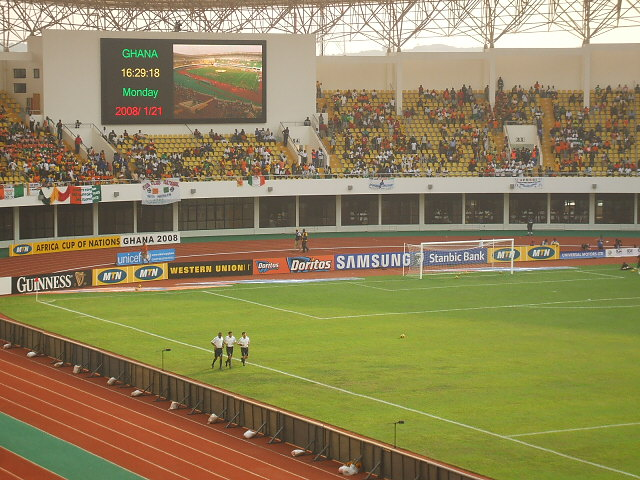
2008年的運動場內部
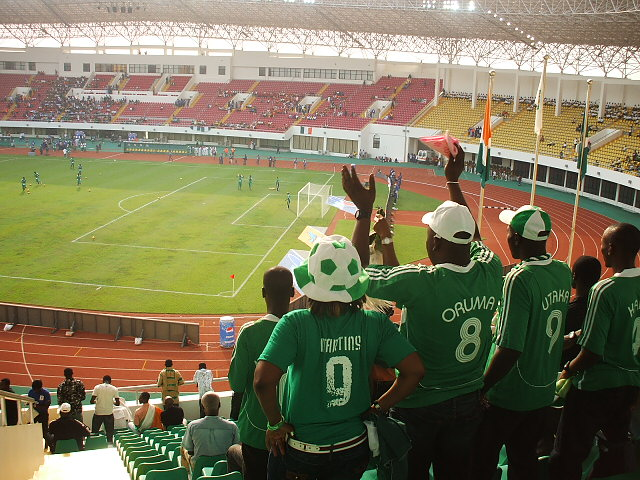
CAN 2008年非洲國家盃賽事，Nigeria vs Ivory Coast

## 外部連結
- Sekondi stadium cries for renovation （页面存档备份，存于）. graphic.com.gh
- Ghana-pedia website – Essipon (Sekondi) Stadium （页面存档备份，存于）

4°58′37″N 1°40′54″W / 4.976898°N 1.681799°W